# Maja Åskag
Maja Åskag (* 18. Dezember 2002 in Eskilstuna) ist eine schwedische Leichtathletin, die im Weit- und Dreisprung an den Start geht.

## Sportliche Laufbahn
Erste Erfahrungen bei internationalen Meisterschaften sammelte Maja Åskag im Jahr 2018, als sie bei den U18-Europameisterschaften in Győr mit einer Weite von 12,69 m den neunten Platz im Dreisprung belegte. 2019 siegte sie mit 13,26 m beim Europäischen Olympischen Jugendfestival (EYOF) in Baku und 2021 siegte sie bei den U20-Europameisterschaften in Tallin mit windunterstützten 6,80 m im Weitsprung sowie mit 14,05 m auch im Dreisprung. Anschließend feierte sie auch bei den U20-Weltmeisterschaften in Nairobi mit Sprüngen auf 6,60 m und 13,75 m einen Doppelsieg. Im Jahr darauf schied sie bei den Europameisterschaften in München mit 13,23 m in der Qualifikationsrunde im Dreisprung aus und 2023 wurde sie bei den Halleneuropameisterschaften in Istanbul mit 13,64 m Achte. Im Juni wurde sie bei der 1. Liga der Team-Europameisterschaft im Zuge der Europaspiele in Chorzów mit 13,88 m Dritte im Dreisprung und zuvor siegte sie mit 6,70 m im Weitsprung bei den Copenhagen Athletics Games. Im Juli gewann sie bei den U23-Europameisterschaften in Espoo mit 6,73 m die Silbermedaille im Weitsprung hinter der Italienerin Larissa Iapichino und im Dreisprung musste sie sich mit 13,76 m der Spanierin María Vicente geschlagen geben. Anschließend schied sie bei den Weltmeisterschaften in Budapest mit 6,47 m in der Qualifikationsrunde aus und verpasste auch im Dreisprung mit 13,98 m den Finaleinzug. Im Jahr darauf schied sie bei den Europameisterschaften in Rom mit 13,74 m in der Vorrunde aus und verpasste auch im Weitsprung mit 6,60 m den Finaleinzug. Im August schied sie bei den Olympischen Sommerspielen in Paris im Dreisprung mit 13,79 m nicht über die Qualifikationsrunde hinaus.
2025 schied sie bei den Halleneuropameisterschaften in Apeldoorn mit 13,76 m in der Vorrunde aus, ehe sie bei den Hallenweltmeisterschaften kurz darauf in Nanjing mit 14,01 m den fünften Platz belegte. 
In den Jahren 2021, 2023 und 2024 wurde Åskag schwedische Meisterin im Dreisprung im Freien sowie 2019 und 2021 und 2024 und 2025 in der Halle. 2022 und 2023 wurde sie zudem Landesmeisterin im Weitsprung im Freien und 2025 auch in der Halle.

## Persönliche Bestleistungen
- Weitsprung: 6,75 m (+0,4 m/s), 5. Juli 2023 in Karlstad
- Dreisprung: 14,27 m (+1,5 m/s), 3. September 2023 in Stockholm